# Lipstick
Lipstick ist ein Lied des irischen Musikerduos Jedward. Es war der irische Beitrag zum Eurovision Song Contest 2011, der im Finale am 14. Mai 2011 den achten Platz belegte.

## Hintergrund
Das Lied wurde von Lars Jensen und Martin Larsen gemeinsam mit dem Songwriter der britischen Boygroup JLS, Dan Priddy, eigens für die Grimes-Zwillinge geschrieben. Die Aufnahmen starteten im Dezember 2010 und endeten im Januar. Die Single ist nicht Teil ihres Debütalbums, soll allerdings auf ihrem kommenden enthalten sein. Jedward trat mit Lipstick in der irischen The Late Late Show auf, wo das Duo sich gegen vier andere Künstler durchsetzen konnte und zum irischen Beitrag beim Eurovision Song Contest 2011 gewählt wurde.

## Eurovision Song Contest 2011
„Lipstick“ belegte beim 56. Eurovision Song Contest in Düsseldorf den achten Platz mit 119 Punkten. 18 Länder vergaben an den irischen Beitrag Punkte.
Punktevergabe für Irland:
| Anzahl | Punkte    | Land                               |
| ------ | --------- | ---------------------------------- |
| 3×     | 12 Punkte | Schweden, Dänemark, Großbritannien |
| 2×     | 10 Punkte | Lettland, Finnland                 |
| 3×     | 8 Punkte  | Slowakei, Deutschland, Malta       |
| 2×     | 7 Punkte  | Belgien, Spanien                   |
| 1×     | 6 Punkte  | Portugal                           |
| 1×     | 5 Punkte  | Niederlande                        |
| 2×     | 4 Punkte  | Österreich, Island                 |
| 1×     | 3 Punkte  | Bulgarien                          |
| 1×     | 2 Punkte  | Bosnien und Herzegowina            |
| 1×     | 1 Punkt   | Polen                              |